# Achraf Hakimi
Achraf Hakimi Mouh (Madrid, 4 november 1998) is een Marokkaans-Spaans voetballer die doorgaans als rechtsback speelt. Hij tekende in 2021 een vijfjarig contract bij Paris Saint-Germain, dat hem voor circa 60 miljoen euro overnam van Internazionale. Hakimi debuteerde in 2016 in het Marokkaans voetbalelftal.

## Clubcarrière

### Jeugd
Hakimi werd geboren in Madrid, Spanje, als kind van Marokkaanse ouders uit Ksar el Kebir en Oued Zem. Hakimi kwam in 2006 op achtjarige leeftijd over van Colonia Ofigevi naar de jeugdopleiding van Real Madrid.

### Real Madrid
Hakimi werd in juni 2016 bij het tweede elftal gehaald. Hij mocht in de zomer mee op de voorbereidingstournee van het eerste elftal in de Verenigde Staten. Hakimi speelde tijdens het seizoen 2016/17 28 competitiewedstrijden voor Real Madrid Castilla. Hij werd op 19 augustus 2017 definitief bij het eerste elftal gehaald. Hij kreeg het rugnummer 19 en werd de back-up van rechtsachter Dani Carvajal. 
Op 17 september was Hakimi voor het eerst geselecteerd voor een wedstrijd van Real Madrid, tegen Real Sociedad. Hij kwam nog niet tot speelminuten. Mede door een virusinfectie van Carvajal kwam Hakimi op 1 oktober in een competitiewedstrijd tegen Espanyol wel tot zijn eerste minuten. Hij speelde de hele wedstrijd, die met 2–0 gewonnen werd door de Madrilenen. Om dezelfde reden begon Hakimi op 1 november 2017 ook in zijn Champions League-wedstrijd, tegen Tottenham Hotspur (3–1 verlies). Op 9 december maakte hij zijn eerste doelpunt voor Real. Een paar minuten voor rust besliste hij de eindstand op 5–0 tegen Sevilla. 
In december 2017 won Hakimi zijn eerste prijs met Real Madrid, de FIFA Club World Cup, toen Real Madrid in de finale Grêmio versloeg. Hakimi speelde in de halve finale tegen Al-Jazira. In een bekerwedstrijd tegen Numancia, op 4 januari 2018, gaf Hakimi voor het eerst een assist op een doelpunt van Borja Mayoral. Real Madrid kroonde zich op het eind van het seizoen tegen Liverpool als winnaar van de Champions League van 2017/18 in een seizoen waar Hakimi zeventien wedstrijden speelde en twee keer doeltreffend was.

### Borussia Dortmund
Op 11 juli 2018 werd Hakimi door Real Madrid voor twee seizoenen verhuurd aan Borussia Dortmund. Zijn officiële debuut voor de Duitse club maakte hij op 26 september, tegen Nürnberg, waarin hij ook zijn eerste doelpunt scoorde voor 'Die Borussen'. Tegen FC Augsburg was Hakimi voor het eerst belangrijk zonder zelf op het scorebord te staan: hij leverde een assist op Mario Götze. Tegen Atlético Madrid op 24 oktober maakte de back zijn Champions League-debuut voor Borussia Dortmund. De club uit Madrid werd met 4–0 verslagen. Hakimi gaf drie assists. Op 1 november maakte Tuttosport een shortlist van twintig spelers bekend voor de Golden Boy, Hakimi zat daartussen. In zijn eerste seizoen speelde Hakimi 28 wedstrijden, scoorde hij drie keer en gaf hij zeven assists. 
Ondanks interesse van grote clubs bleef hij ook in het seizoen 2019/20 speler van de Duitse grootmacht. Hij scoorde op 2 oktober tweemaal in de Champions League-wedstrijd tegen Slavia Praag, dat met 0-2 verslagen werd. Op 5 november scoorde hij nogmaals tweemaal in de Champions League, ditmaal in een 3-2 overwinning op Internazionale. In de Bundesliga kwam hij vooral tot veel assists: tien, terwijl hij ook vijf doelpunten maakte. In totaal speelde Hakimi 73 wedstrijden voor Borussia Dortmund, waarin hij goed was voor twaalf goals en zeventien assists. Vervolgens keerde hij terug naar Madrid.

### Internazionale
Op 2 juli 2020 tekende Hakimi een vijfjarig contract bij Serie A-club Internazionale, dat circa 40 miljoen euro voor hem betaalde aan Real Madrid. Op 26 september 2020 maakte Hakimi zijn debuut en gaf hij een assist in een 4–3 overwinning tegen Fiorentina in de Serie A. Hij scoorde zijn eerste doelpunt voor de club in de daaropvolgende competitiewedstrijd tegen Benevento, die Inter met 5–2 won. Op 5 december scoorde Hakimi tweemaal in een competitiewedstrijd met Bologna. Hij miste slechts drie wedstrijden en kwam tot zeven goals en elf assists in 45 wedstrijden dat seizoen. Het bleek zijn enige seizoen in Milaan, waarin hij wel met Inter voor het eerst in elf jaar de Serie A won.

### Paris Saint Germain
Hakimi tekende op 6 juli 2021 een contract tot medio 2026 bij Ligue 1-club Paris Saint-Germain. De door Paris Saint-Germain betaalde transfersom werd door The Guardian gerapporteerd als een initiële 60 miljoen euro, wat met 11 miljoen euro kon oplopen door eventuele bonussen. Op 1 augustus debuteerde hij voor de club in de met 1-0 verloren wedstrijd om de Trophée des Champions. Een week later debuteerde hij in de Ligue 1 tegen RC Strasbourg met direct zijn eerste doelpunt voor de club. Op 22 september scoorde hij beide goals in een 2-1 overwinning op FC Metz. Hij kwam tot vier goals en zes assists in zijn eerste seizoen voor de club en werd voor de tweede keer rij landskampioen.
Halverwege zijn tweede seizoen bij PSG werd hij opgenomen in het FIFPRO World 11, samen met ploeggenoten Kylian Mbappé en Lionel Messi. Op 1 november 2023 werd hij genomineerd voor de Afrikaans voetballer van het Jaar 2023, hoewel de prijs uiteindelijk naar Victor Osimhen ging. Hij eindigde tweede, net als een jaar, toen de prijs naar Ademola Lookman ging. 
Het seizoen 2024/25 was het beste seizoen uit zijn carrière. Niet alleen vanwege zijn negen goals en veertien assists, wat een persoonlijk record was. Ook won hij de vierde achtereenvolgende keer de Ligue 1 en voor de tweede keer de Coupe de France. PSG complementeerde de treble door op 31 mei 2025 de Champions League-finale met 5-0 te winnen van Internazionale. Hakimi scoorde al vroeg in de wedstrijd de openingstreffer, maar besloot tegen zijn vorige werkgever niet te juichen. 
Midden juni deed Hakimi met PSG ook mee aan de WK voor Clubs, waar PSG de finale haalde. Hakimi was goed voor twee goals en twee assists in het tournament, maar verloor de finale van Chelsea. Twee maanden later, bij de start van het nieuwe seizoen, versloeg Hakimi met PSG Tottenham Hotspur in de UEFA Super Cup na strafschoppen.  

## Clubstatistieken
| Seizoen        | Club                 | Competitie         | Competitie | Competitie | Competitie | Beker | Beker | Beker | Internationaal | Internationaal | Internationaal | Totaal | Totaal | Totaal |
| Seizoen        | Club                 | Competitie         | Wed.       | Dlp.       | Ass.       | Wed.  | Dlp.  | Ass.  | Wed.           | Dlp.           | Ass.           | Wed.   | Dlp.   | Ass.   |
| -------------- | -------------------- | ------------------ | ---------- | ---------- | ---------- | ----- | ----- | ----- | -------------- | -------------- | -------------- | ------ | ------ | ------ |
| 2016/17        | Real Madrid Castilla | Segunda División B | 28         | 1          | 9          |       |       |       | —              | —              | —              | 28     | 1      | 8      |
| 2017/18        | Real Madrid          | Primera División   | 9          | 2          | 0          | 5     | 0     | 1     | 3              | 0              | 0              | 17     | 2      | 1      |
| 2018/19        | → Borussia Dortmund  | Bundesliga         | 21         | 2          | 4          | 2     | 1     | 0     | 5              | 0              | 3              | 28     | 3      | 7      |
| 2019/20        | → Borussia Dortmund  | Bundesliga         | 33         | 5          | 10         | 4     | 0     | 0     | 8              | 4              | 0              | 45     | 9      | 10     |
| 2020/21        | Internazionale       | Serie A            | 37         | 7          | 10         | 3     | 0     | 0     | 5              | 0              | 1              | 45     | 7      | 11     |
| 2021/22        | Paris Saint-Germain  | Ligue 1            | 32         | 4          | 6          | 1     | 0     | 0     | 8              | 0              | 0              | 41     | 4      | 6      |
| 2022/23        | Paris Saint-Germain  | Ligue 1            | 28         | 5          | 4          | 3     | 0     | 0     | 8              | 0              | 2              | 39     | 5      | 6      |
| 2023/24        | Paris Saint-Germain  | Ligue 1            | 25         | 4          | 5          | 4     | 0     | 1     | 11             | 1              | 1              | 40     | 5      | 7      |
| 2024/25        | Paris Saint-Germain  | Ligue 1            | 25         | 4          | 8          | 6     | 1     | 1     | 24             | 6              | 7              | 55     | 11     | 16     |
| 2025/26        | Paris Saint-Germain  | Ligue 1            | 0          | 0          | 0          | 0     | 0     | 0     | 1              | 0              | 0              | 1      | 0      | 0      |
| Carrièretotaal | Carrièretotaal       | Carrièretotaal     | 238        | 34         | 55         | 28    | 2     | 3     | 73             | 11             | 14             | 339    | 47     | 72     |

Bijgewerkt t/m 15 augustus 2025.

## Interlandcarrière
Hakimi debuteerde op 11 oktober 2016 in het Marokkaans voetbalelftal, in een oefeninterland tegen Canada. Hij kwam in minuut 67 invallen voor Fouad Chafik. Een jaar later kwam hij terug bij het nationale elftal. Op 1 september maakte Hakimi zijn basisdebuut voor Marokko tegen Mali, waarin hij ook zijn eerste interlanddoelpunt maakte.

### WK 2018
Met tien interlands op zak werd Hakimi in de zomer van 2018 geselecteerd voor het WK 2018. Iran, Portugal en Spanje waren de tegenstanders op dat toernooi. Na twee wedstrijden lag Marokko uit het toernooi. Tegen Spanje haalden de Marokkanen hun enige punt (2–2). Hakimi speelde het hele toernooi.
Hij werd ook geselecteerd voor de Afrika Cup 2019. Hakimi kwam daarop tot vier optredens.

### WK 2022
Op het WK 2022 in Qatar schoot hij in de achtste finales de beslissende penalty raak tegen Spanje. Uiteindelijk reikte hij met Marokko tot in de halve finale, de beste prestatie ooit van een Afrikaans land op een WK. Na zijn goede prestaties op het WK in Qatar 2022 is het voetbalstadion van Ksar el Kebir naar hem vernoemd.

## Erelijst
Real Madrid Castilla
- Copa del Rey Juvenil: 2017

 Real Madrid
- UEFA Champions League: 2017/18
- UEFA Super Cup: 2017
- FIFA Club World Cup: 2017
- Supercopa de España: 2017

 Borussia Dortmund
- DFL-Supercup: 2019

 Internazionale
- Serie A: 2020/21

 Paris Saint-Germain
- Ligue 1: 2021/22, 2022/23, 2023/24, 2024/25
- Coupe de France: 2023/24, 2024/25
- Trophée des Champions: 2022, 2023, 2025
- UEFA Champions League: 2024/25
- UEFA Super Cup: 2025

Individueel
- Jong Afrikaans voetballer van het jaar (2x): 2018, 2019
- Beste Marokkaanse Speler (Lion d'Or): 2019
- Bundesliga Speler van de Maand: september 2018, november 2018
- Bundesliga Team van het Jaar: 2020
- CAF Team van het Jaar: 2019, 2020
- France Football Africa Team van het Jaar: 2018, 2019, 2020, 2021
- IFFHS Africa Team van het Jaar: 2020, 2021
- IFFHS Mannenwereldelftal: 2021
- Serie A Team van het Jaar: 2021